# Міленіум (трилогія)
«Міленіум» — трилогія романів-бестселерів шведського письменника Стіга Ларссона про детектива-журналіста Мікаеля Блумквіста та дівчину-хакера Лісбет Саландер.
Станом на грудень 2011 року продано понад 65 мільйонів примірників трилогії «Міленіум» в усьому світі.

## Романи
- Чоловіки, що ненавидять жінок (Män som hatar kvinnor, 2005; в англ. перекл.: The Girl with the Dragon Tattoo — Дівчина з татуюванням дракона).
- Дівчина, що гралася з вогнем (Flickan som lekte med elden, 2006; в англ. перекл.: The Girl Who Played with Fire — Дівчина, яка грала з вогнем).
- Повітряний замок, що вибухнув (Luftslottet som sprängdes, 2007; в англ. перекл.: The Girl Who Kicked the Hornets' Nest — Дівчина, яка підривала повітряні замки).

Українські переклади усіх трьох романів були видані у видавництві «Фоліо» (Харків) у 2010—2011 рр.

## Екранізації

### Шведські фільми
Трилогію «Міленіум» було екранізовано у Швеції, з Мікаель Ніквіст в ролі Мікаеля Блумквіста і Нумі Рапас у ролі Лісбет Саландер. Спочатку фільми призначалися для показу на телебаченні, але згодом було створено скорочений варіант для кінопрокату.
Перший фільм «Дівчина з татуюванням дракона» вийшов 27 лютого 2009 року у Швеції, і став найприбутковішим шведським фільмом в історії, а також найприбутковішим європейським фільмом 2009 року. Восени 2009 року на екрани Швеції вийшли друга («Дівчина, яка грала з вогнем») і третя («Дівчина, яка підривала повітряні замки») частини трилогії. Трохи пізніше фільми вийшли в прокат і в інших країнах. Весною 2010 року розширені версії фільмів було показано на шведському каналі SVT1.
- Дівчина з татуюванням дракона (2009)
- Дівчина, яка грала з вогнем (2009)
- Дівчина, яка підривала повітряні замки (2009)

### Американські фільми
У голлівудській екранізації трилогії головні ролі виконують Денієл Крейґ (Мікаель Блумквіст) та Руні Мара (Лісбет Саландер). 21 грудня 2011 року вийшов перший фільм «Дівчина з тату дракона» режисера Девіда Фінчера. Наразі невідомо, чи вийдуть дві наступні частини.

## Виноски
1. ↑  Hassan, Genevieve (25 грудня 2011). Hollywood takes on Girl with the Dragon Tattoo. BBC News. Архів оригіналу за 12 липня 2013. Процитовано 12 січня 2012.
2. ↑  Стіг Ларссон - книгарня Є. Є (книгарня). Архів оригіналу за 12 липня 2013. Процитовано 14 січня 2012.
3. ↑  “Дівчина з татуюванням дракона” – тепер в американській версії. Архів оригіналу за 12 липня 2013. Процитовано 27 січня 2012.Euronews, 28 листопада 2011
4. ↑  Fernsehfassung bei SVT1. Архів оригіналу за 18 січня 2011. Процитовано 28 лютого 2011.